# Plaça Síndagma

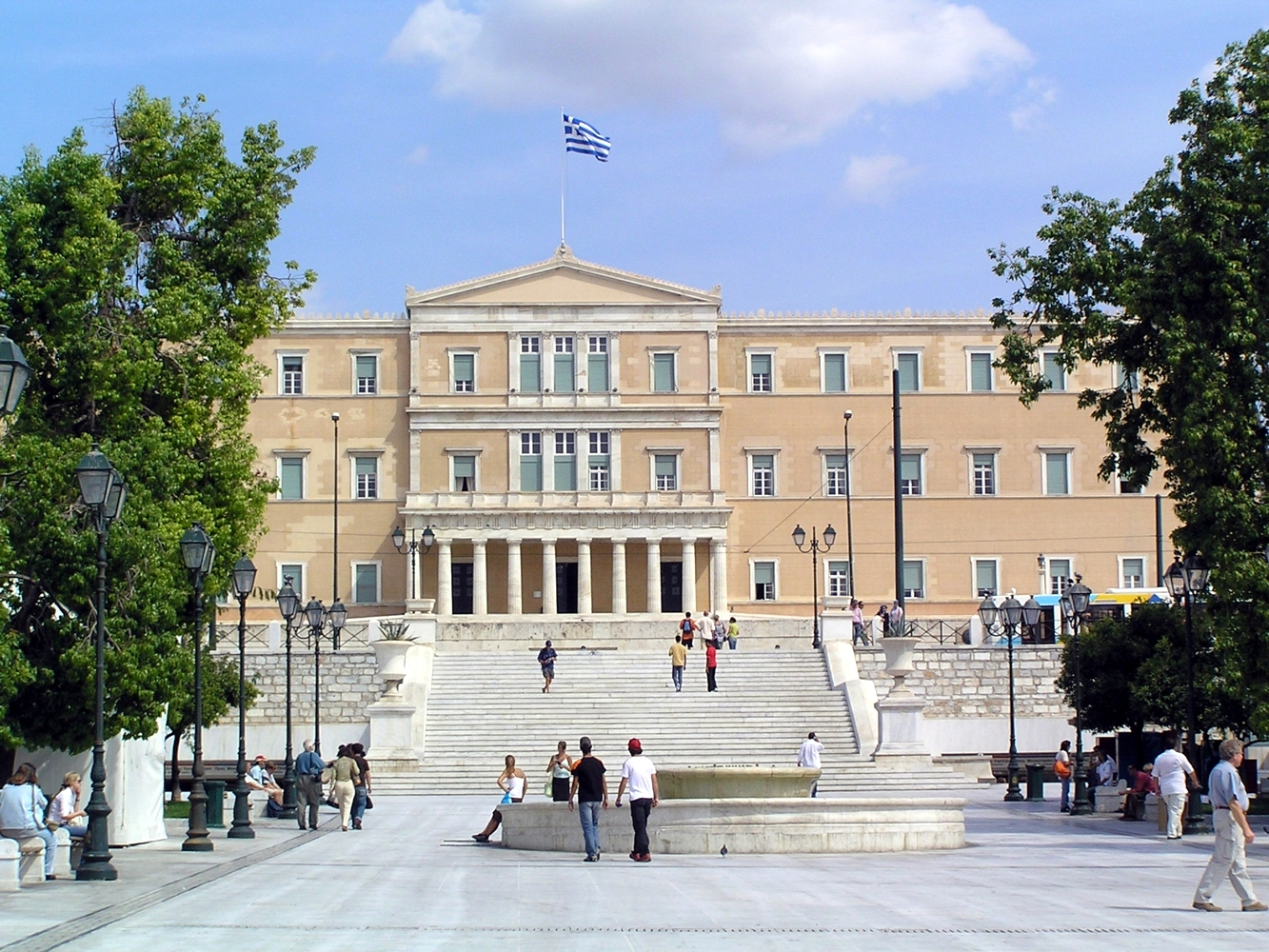
Plaça Síndagma

La plaça Síndagma (en grec: Πλατεία Συντάγματος; Plaça de la Constitució) és probablement la més coneguda d'Atenes. Es troba a pocs minuts a peu de la zona de Plaka i Monastiraki, al peu de l'Acròpoli. A la plaça hi ha una estació de metro del mateix nom.
La plaça Síndagma és el centre de referència per a comptar les distàncies de les carreteres de Grècia.
La plaça va rebre el seu nom actual quan el rei Otó I de Grècia es va veure forçat a acceptar la Constitució després de la rebel·lió militar del 3 de setembre del 1843.
En un costat de la plaça hi ha el Parlament Hel·lènic i el Monument al soldat desconegut, decorada amb un relleu d'un soldat hoplita moribund. Inaugurada el 25 de març del 1932 (Dia de la Independència), la tomba està flanquejada per textos de la famosa oració fúnebre de Pèricles. Les altres parets de la plaça estan cobertes amb escuts de bronze que celebren les victòries militars des del 1821. La Guàrdia Nacional patrulla contínuament davant de la tomba, amb els característics uniformes de evzones.
Durant les festes de Nadal, es posa un gran arbre de Nadal al centre de la plaça.

## Galeria de fotos

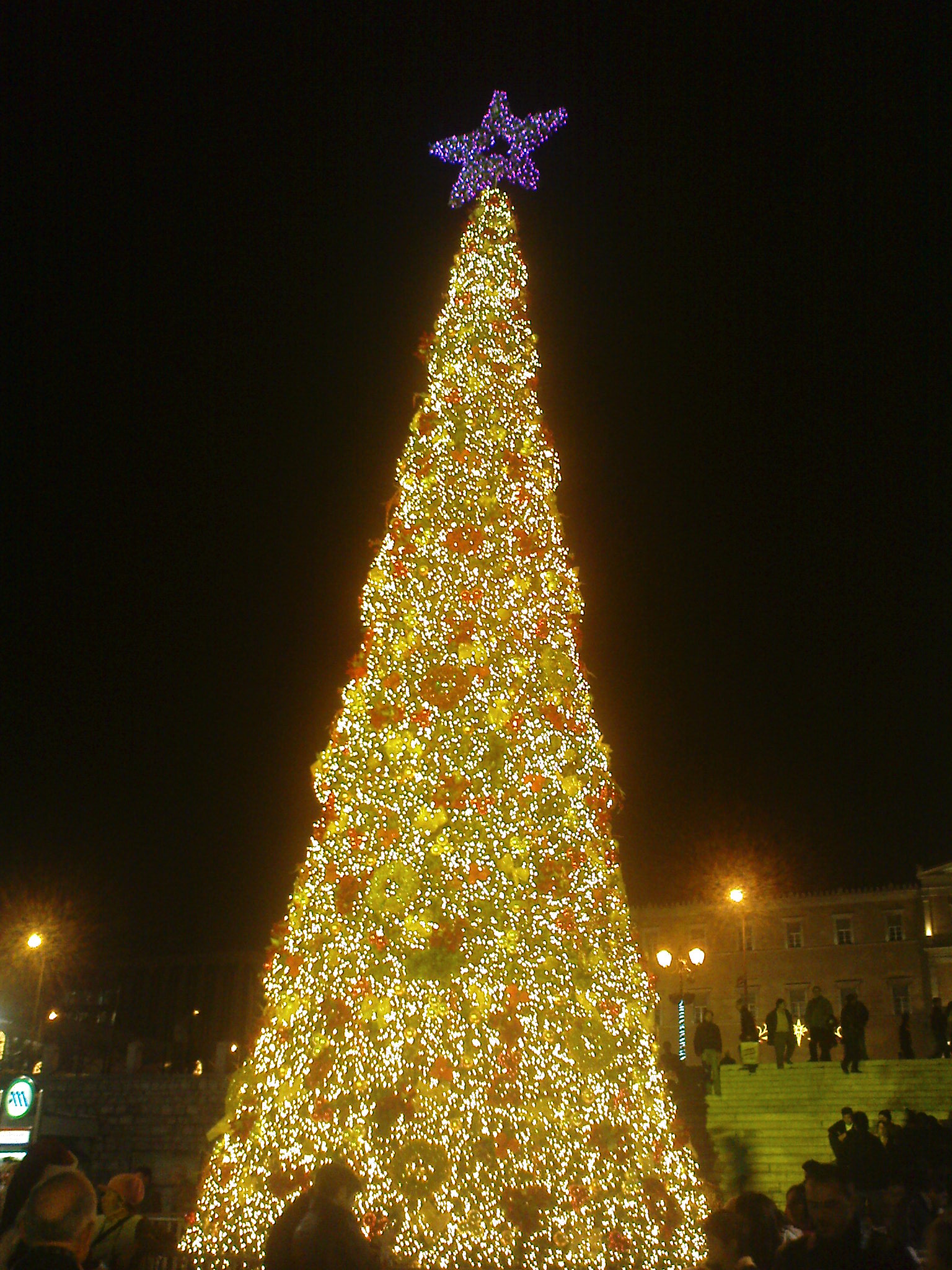
Arbre de Nadal de l'any 2009.
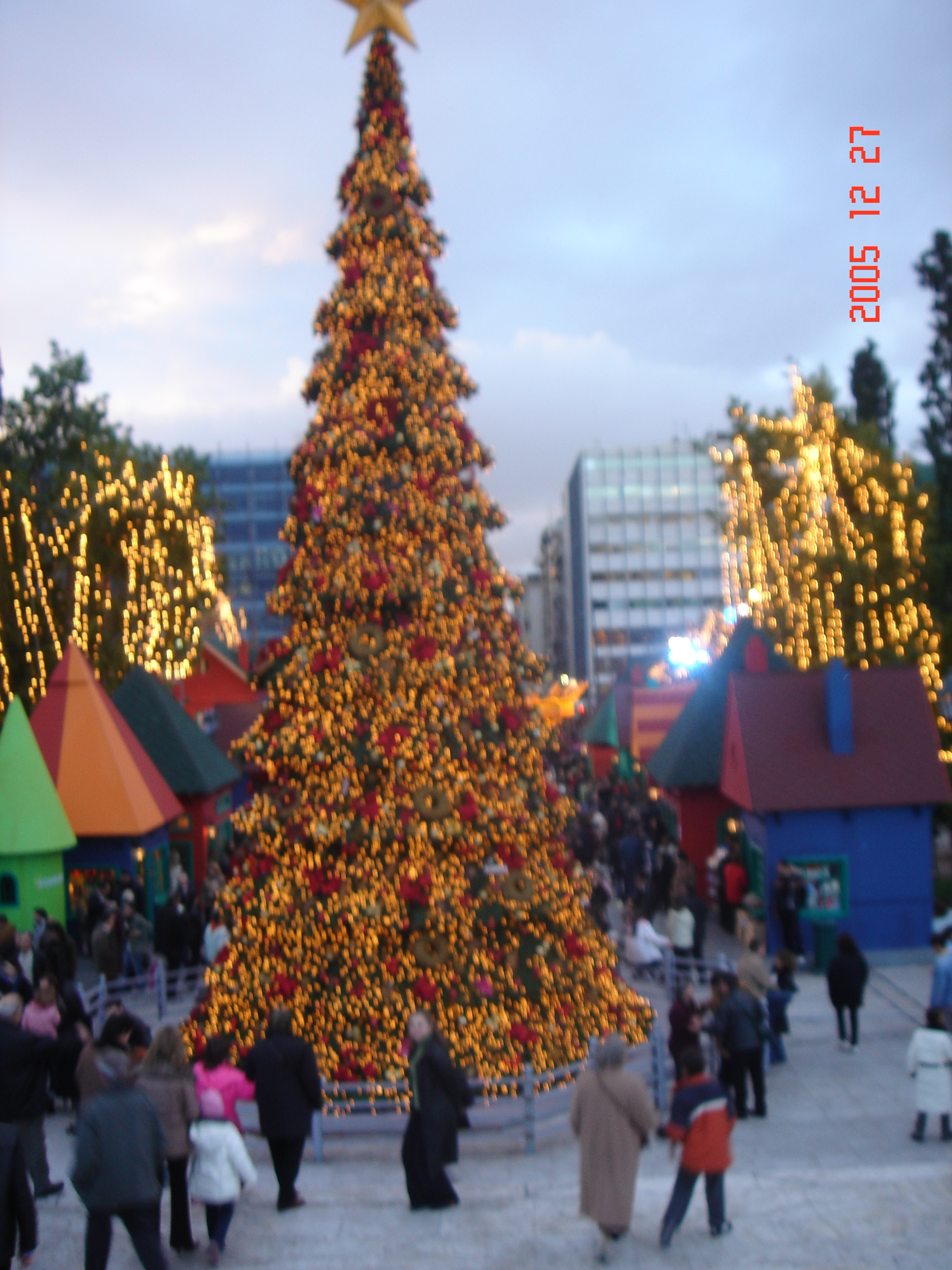
Arbre de Nadal de l'any 2005.
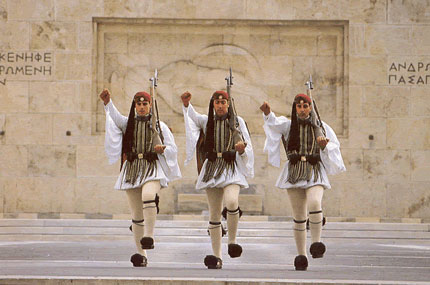
Soldats grecs fent el canvi de guàrdia enfront de la tomba del Soldat desconegut
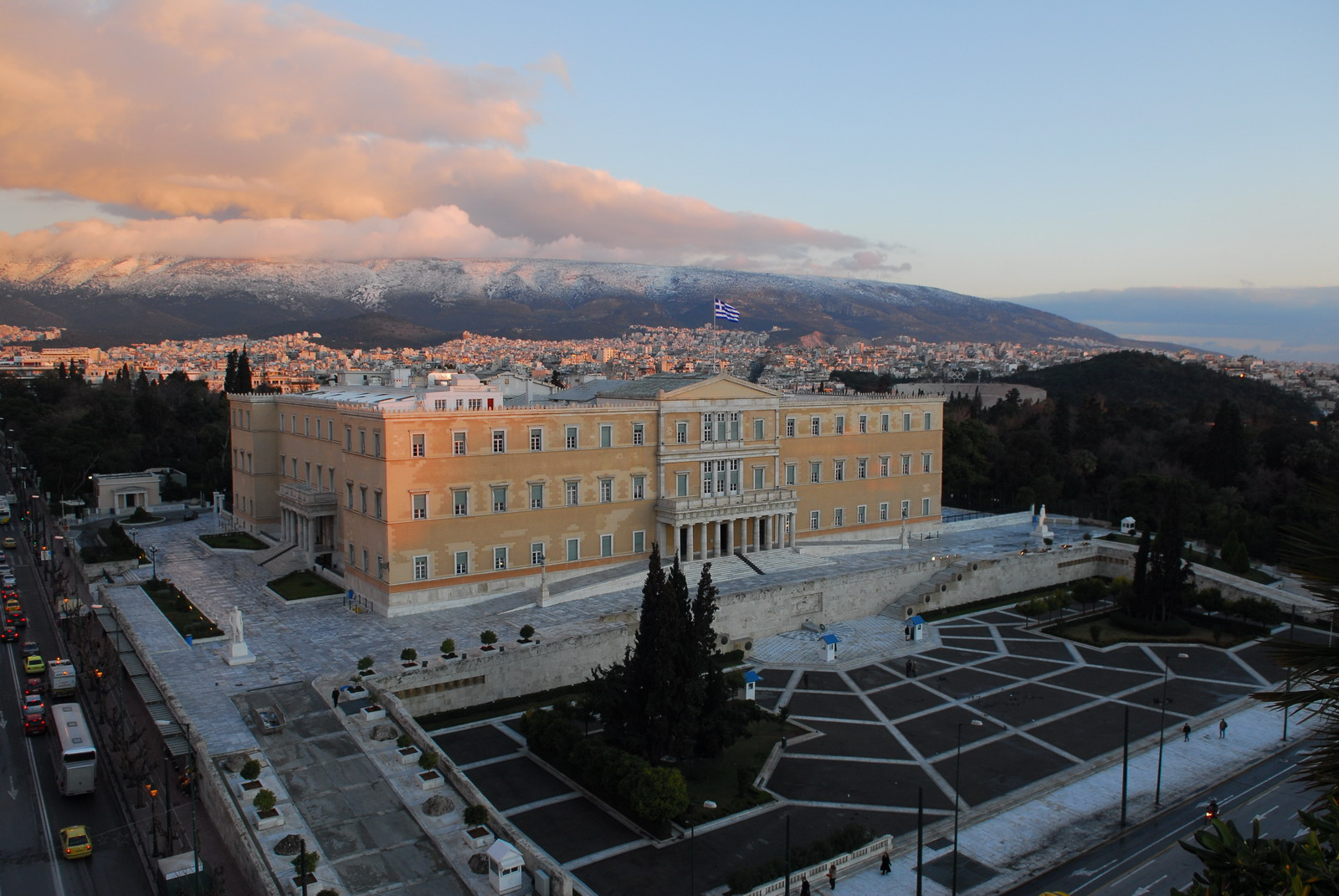
Parlament Hel·lènic, en la plaça Síndagma.
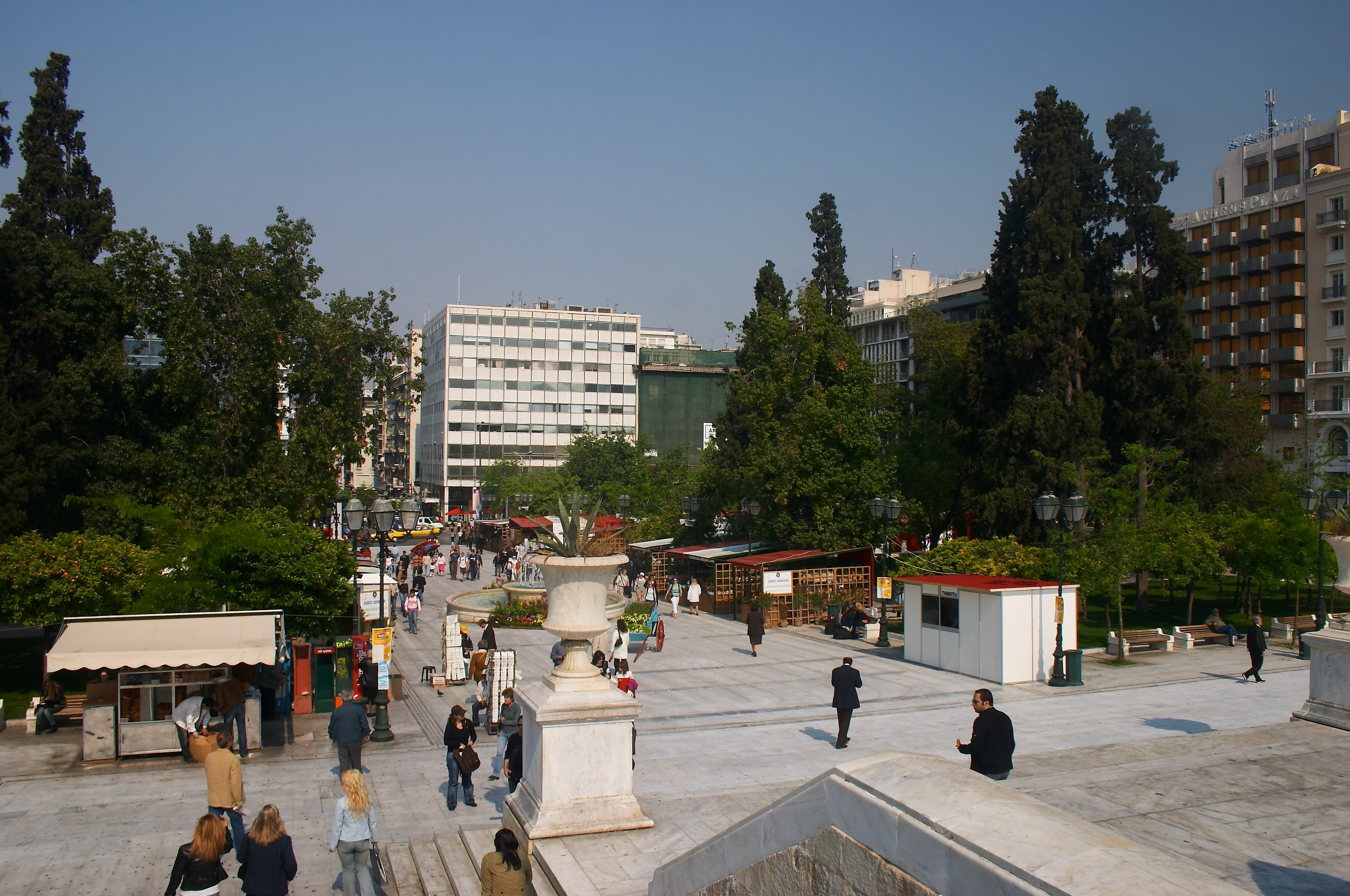
La plaça des de l'esplanada del Parlament